# Acugamasus semipunctatus
Acugamasus semipunctatus är en spindeldjursart som först beskrevs av Womersley 1942.  Acugamasus semipunctatus ingår i släktet Acugamasus och familjen Ologamasidae. Inga underarter finns listade i Catalogue of Life.